# Kursächsische Postmeilensäule Niemegk

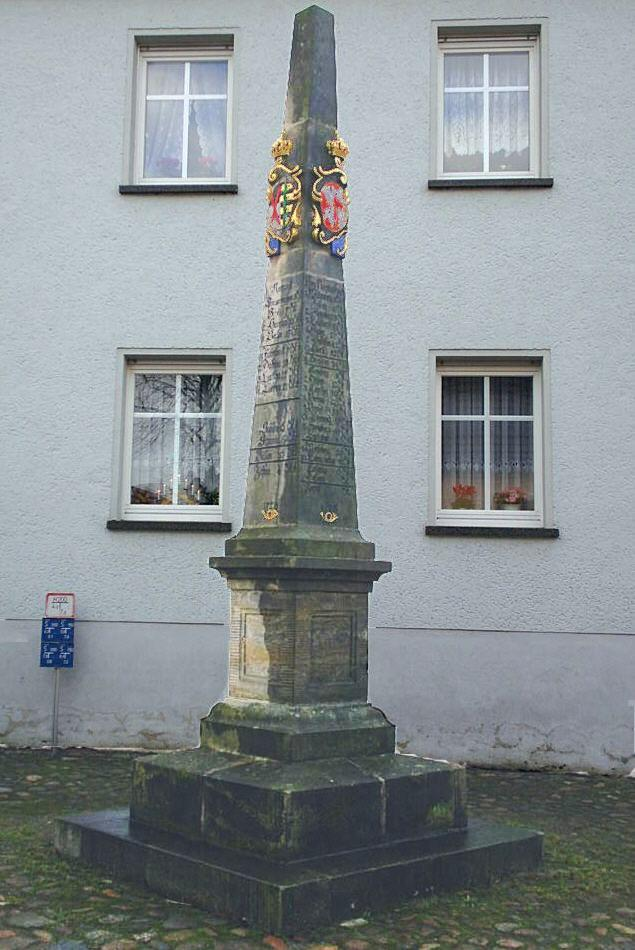
Distanzsäule an der Wittenberger Straße

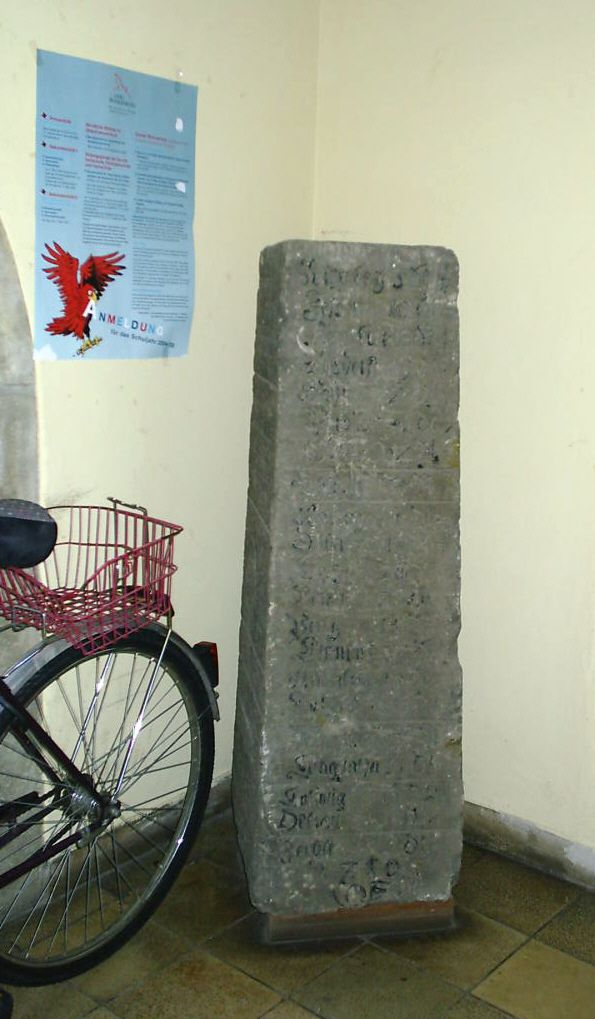
Reststück einer Distanzsäule im Rathaus Niemegk

Die denkmalgeschützte Kursächsische Postmeilensäule Niemegk gehört zu den Postmeilensäulen. Sie wurde im Auftrag des Kurfürsten Friedrich August I. von Sachsen durch den Land- und Grenzkommissar Adam Friedrich Zürner in der ersten Hälfte des 18. Jahrhunderts im Kurfürstentum Sachsen, zu dem Niemegk damals gehörte, errichtet. Die wappengeschmückte Distanzsäule befindet sich auf einem kleinen Platz am Aufeinandertreffen von Großstraße, Wittenberger Straße, Straße der Jugend und Lindenstraße in der brandenburgischen Stadt Niemegk im Landkreis Potsdam-Mittelmark.

## Geschichte
Die Säule wurde 1725 aufgestellt. Niemegk lag damals an der Poststraße Brück – Wittenberg. 1967 erfolgte eine Restaurierung der Sandsteinsäule durch den Steinmetzmeister Scholz aus Belzig. Im Rathaus Niemegk befindet sich ein Reststück einer Postmeilensäule.

## Aufbau
Die Distanzsäule besteht aus sieben Teilen. Sockel, Postament und Postamentbekrönung bilden den Unterbau. Der Oberbau besteht aus Zwischenplatte, Schaft, Wappenstück und Spitze.